# Ернесто Чапаро
Ернесто Антонио Чапаро Ескивел (4. јануара 1901. - 10. јула 1957) је био чилеански фудбалер који је играо као одбрамбени играч у Коло-Колу. У том периоду играо је на Олимпијским играма у Амстердаму 1928. и Светском купу у Уругвају 1930. године.
Његови посмртни остатци почивају од 22. јула 1958. у Маузолеју Старих пукотина у Коло-Колоу .

## Национална селекција
Изабран је као члан репрезентације Чилеа између 1928 и 1930, играо је за Чиле на Олимпијским играма 1928, и једини је дефанзивац који је одиграо све утакмице на том турниру. Номинован је за Светско првенство 1930., где није играо прву утакмицу, међутим, био је сјајан на мечу против Француске, па га је његов добар учинак на тој утакмици га задржао у стартној постави за утакмицу против Аргентине где није успео да спречи свој тим пораза и елиминације из такмичења.
За Чиле је укупно одиграо 10 утакмица од чега пет званичних.

### Учешће на светским куповима
| Турнир           | Домаћин | Исход     | Утакмице |
| ---------------- | ------- | --------- | -------- |
| 1930 Светски куп | Уругвај | Прва фаза | 2        |

### Учешће на олимпијским играма
| Турнир               | Домаћин   | Исход             | Утакмице |
| -------------------- | --------- | ----------------- | -------- |
| Олимпијске игре 1928 | Холандија | Прелиминарни круг | 3        |

## Клубови
| Клуб      | Година      |
| --------- | ----------- |
| Коло-Коло | 1927 - 1934 |